# Ceràmica negra

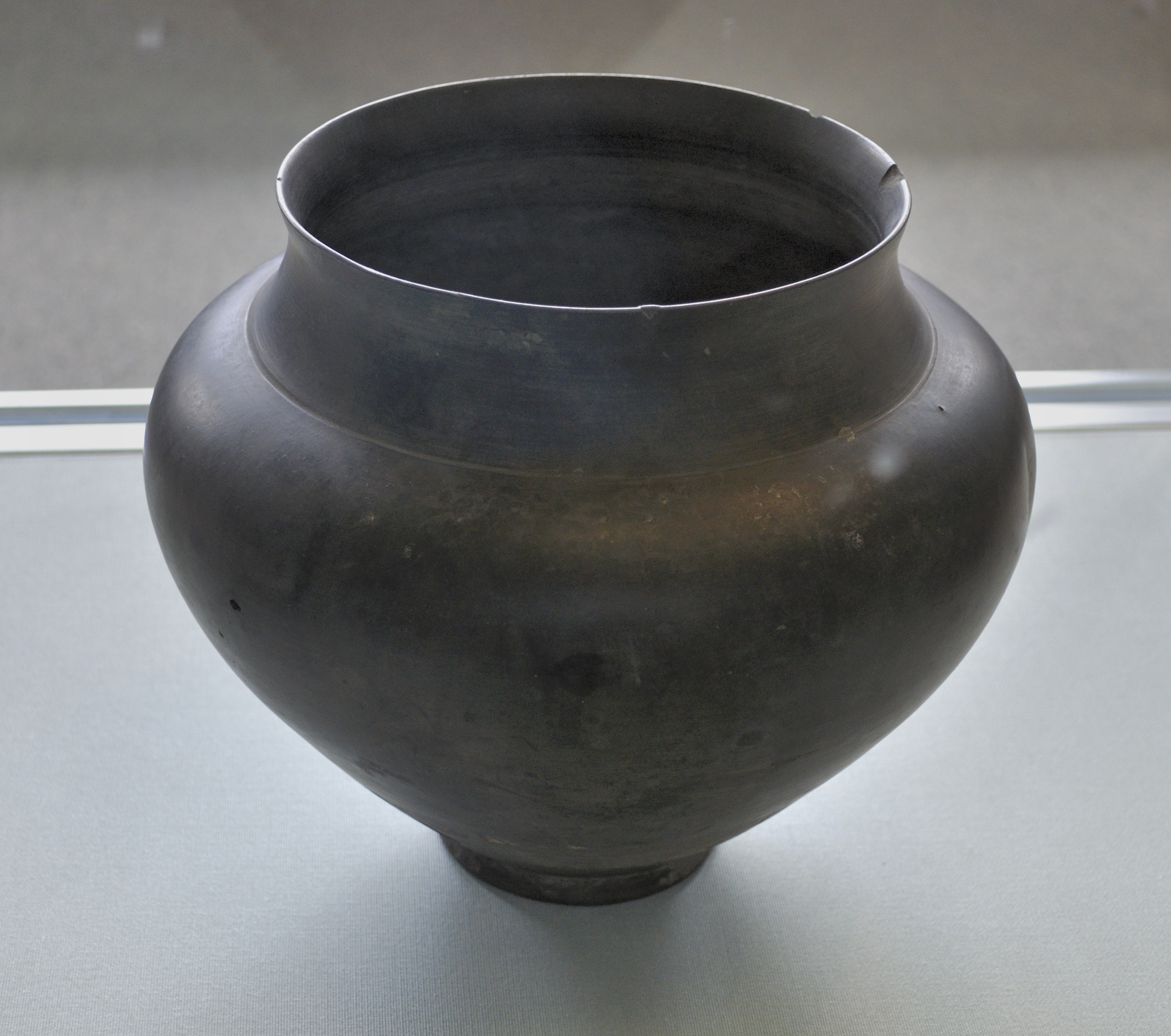
Atuell de «terra nigra» romana brunyida. Museu de Düsseldorf

La ceràmica negra és l'obra de terrisseria que ha estat sotmesa a un especial procés durant la cocció, i per això mostra una coloració negrosa o grisa fosca. En enriquir-se l'atmosfera del forn amb carboni i hidrogen, i amb absència d'oxigen, es produeix una reacció química que dona com a resultat l'enfosquiment del fang, que brunyit o polit després, encara presentarà tonalitats més negres més o menys brillants o intenses. A més del canvi del color, les variacions químiques del fang li donen una consistència i duresa més semblant a la pedra, la qual cosa n'augmenta la durabilitat.
És una tècnica primitiva: la terrissa negra apareix a Àsia, Europa, Amèrica i Àfrica amb peces o fragments datats ja abans del 1000 ae.

## Procés d'elaboració
Si agafem com a exemple d'elaboració de ceràmica negra la mirandesa asturiana fabricada des del s. x, una descripció elemental permet diferenciar les fases de preparació dels forns, cocció de peces i, dins d'aquesta fase, el procés de "carbonació" que produeix el típic color negre, coloració que s'aconsegueix quan, amb el forn a 1000 graus, s'introdueix a la zona de combustió del forn alguna cosa que creme malament, fusta banyada per exemple. El «fumat profund» es fa tapant tots els buits del forn i evitant així l'entrada d'oxigen. El procediment primitiu d'asfixiar la cocció es feia cobrint el forn amb un compost d'herba i terra, que conservava la calor durant dos o tres dies, segons la grandària del forn. L'il·lustrat Gaspar Melchor de Jovellanos ho descriu així en el Diari IV, itinerari VIII, el 1792:
| « | ...el fang és roig i després de cuit conserva el mateix color, tot i que més clar tirant una mica a blanc. Per a donar-hi el negre lluent i fi dels càntirs, cal tancar amb molta cura el forn després de la cocció, i el fum ofegat a dins penetra per tots els porus del fang i es torna negre. | » |

## Ceràmica negra de l'edat de ferro
Una de les més estudiades és l'anomenada ceràmica negra polida del nord de l'Imperi màuria, al sud d'Àsia (entre el 700 i el 200 ae), que succeí a la cultura de la terrissa grisa pintada (1200-600 ae). També se'n pot citar la cultura de la ceràmica negra i roja del subcontinent indi, datada d'entre el 1200-900 ae.

A la fi del Neolític es daten els exemples de ceràmica de capes fines i polides en negre de la cultura de Longshan, estesa pel nord de la Xina i la vall del riu Iang-Tsé.

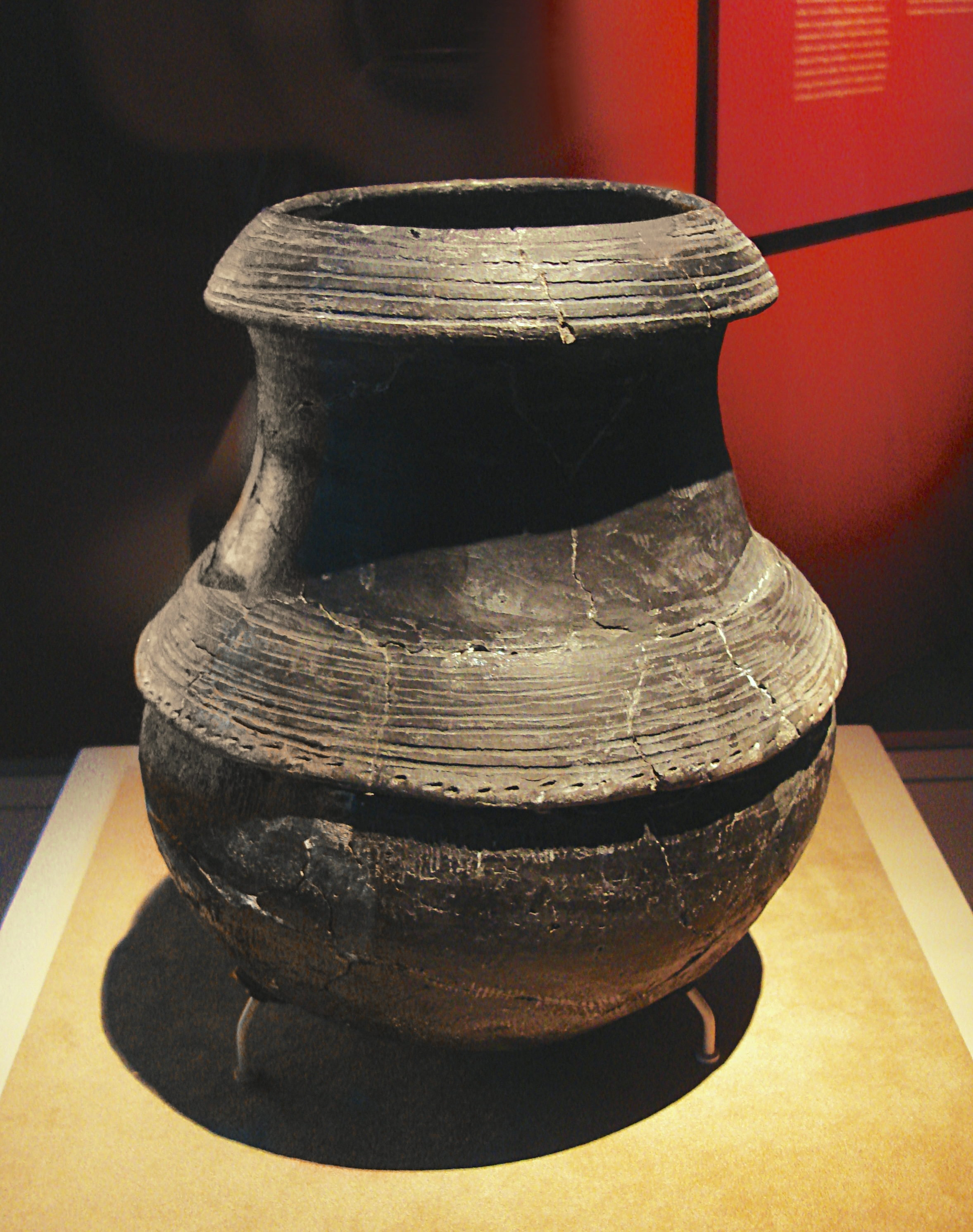
Terrissa negra de la cultura Hemudu (5000-3000 ae), procedent de Yuyao, província de Zhejiang (Xina)
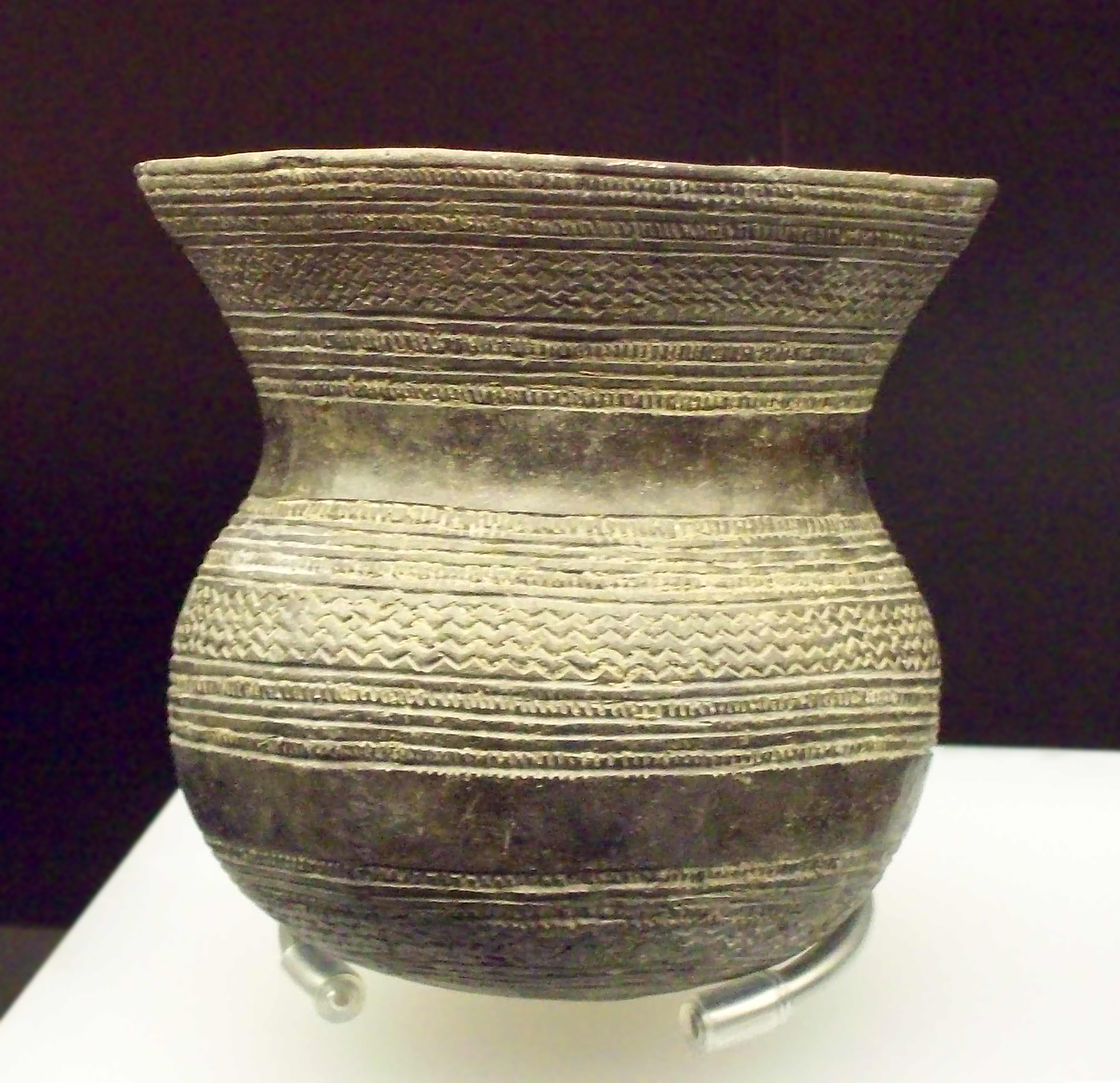
Vas campaniforme de Ciempozuelos (península Ibèrica)
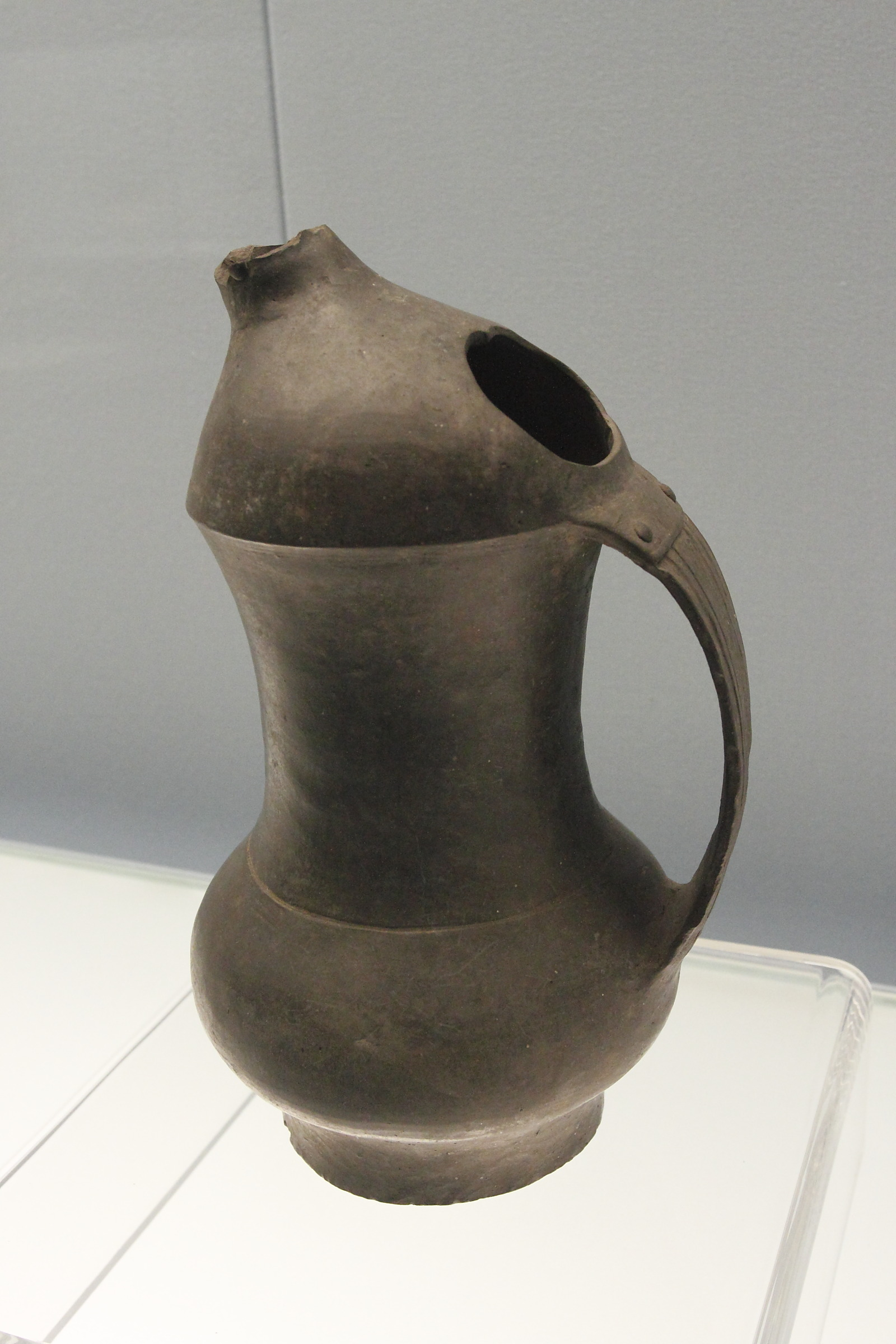
Gerra Haig de la cultura Longshan. Museu de Xangai

## En l'antiguitat clàssica
No entren en aquesta classificació –determinada pel procés de cocció– grups de ceràmica de l'antiga Grècia com la ceràmica de figures negres (amb decoració de figures en negre) o la ceràmica policroma minoica de Kamares sobre fons pintat de negre. Tampoc s'hi inclou la terrissa envernissada o esmaltada en negre.
S'han conservat exemples de terrisseria negra, grisa o mixta. Un exemple d'aquesta darrera és la ceràmica badariana d'aquesta cultura prehistòrica de l'alt Egipte, amb un ús parcial del recurs d'asfíxia amb fum de determinades zones de l'obra d'argila. De tons negrosos o grisos és la ceràmica característica d'Etrúria, sobretot dels “bucchero” etruscs.
En l'àmbit més ampli del món hel·lènic i romà, s'hi pot incloure l'anomenada «terra nigra».
En el nostre territori, cal esmentar la terrissa negra catalana, com els sellons o càntirs de Verdú,[16] o la ceràmica negra popular de Quart,[17] documentada ja al 1484 (la mateixa font també esmenta documents semblants per a la producció d'altres dues localitats gironines, La Bisbal, al 1511, i Breda, al 1583).

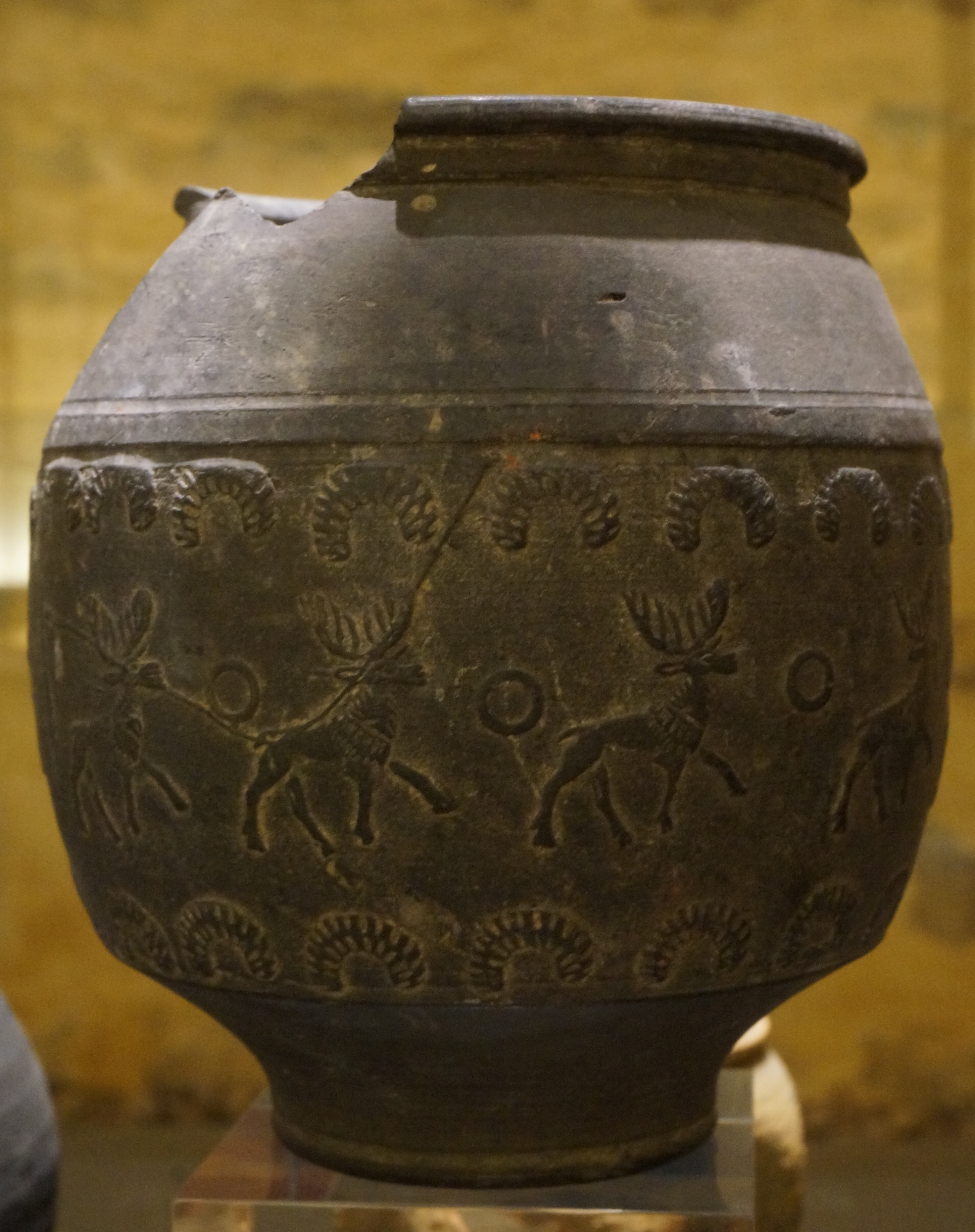
"Terra nigra" romana al Museu de les Ardenes (França)
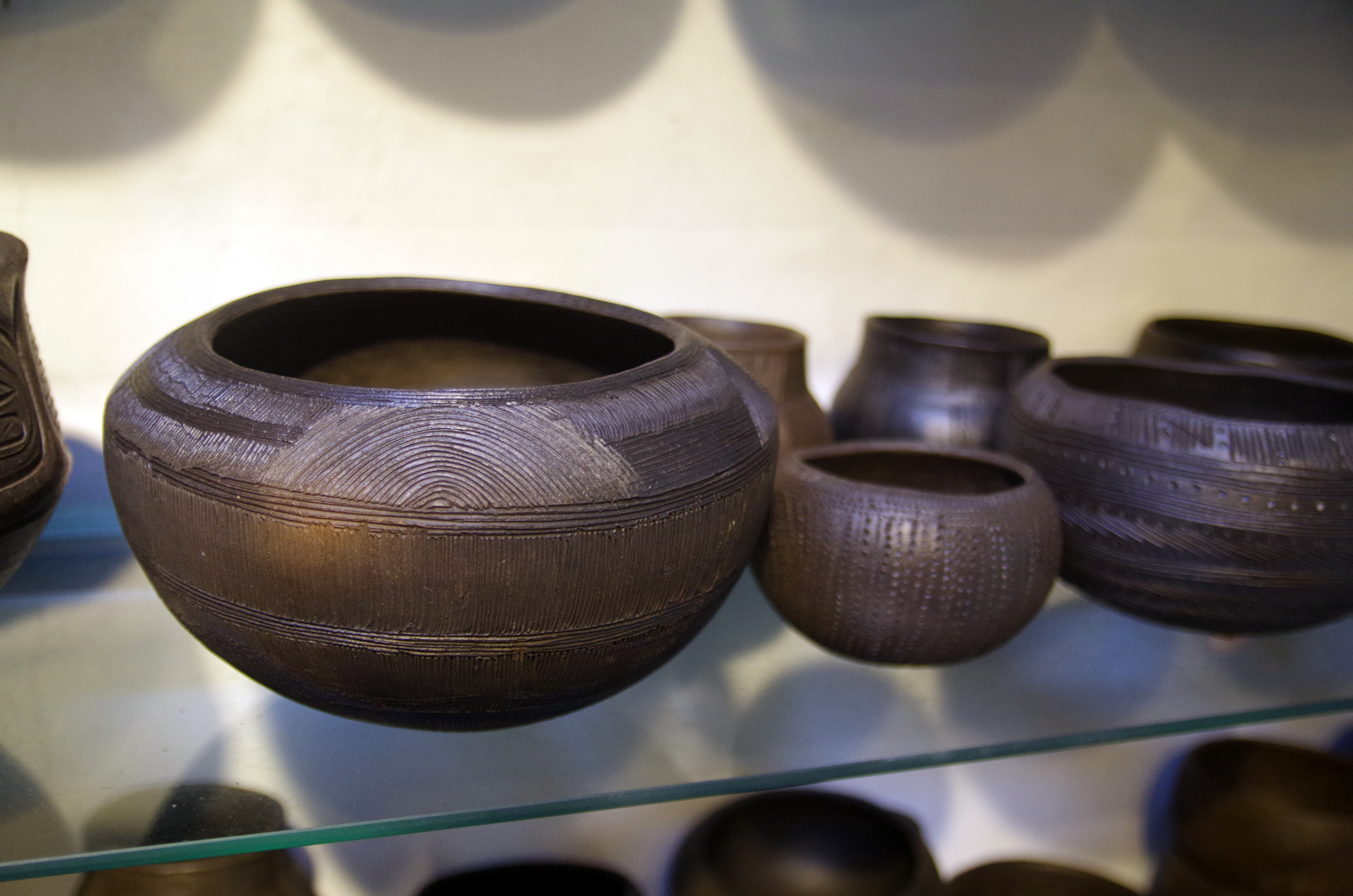
Atuells de ceràmica auarita berber canària
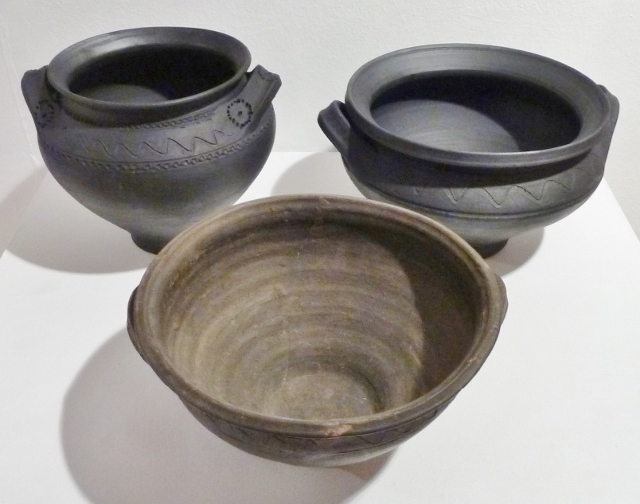
Ceràmica negra de Flames del Mouro (Astúries)
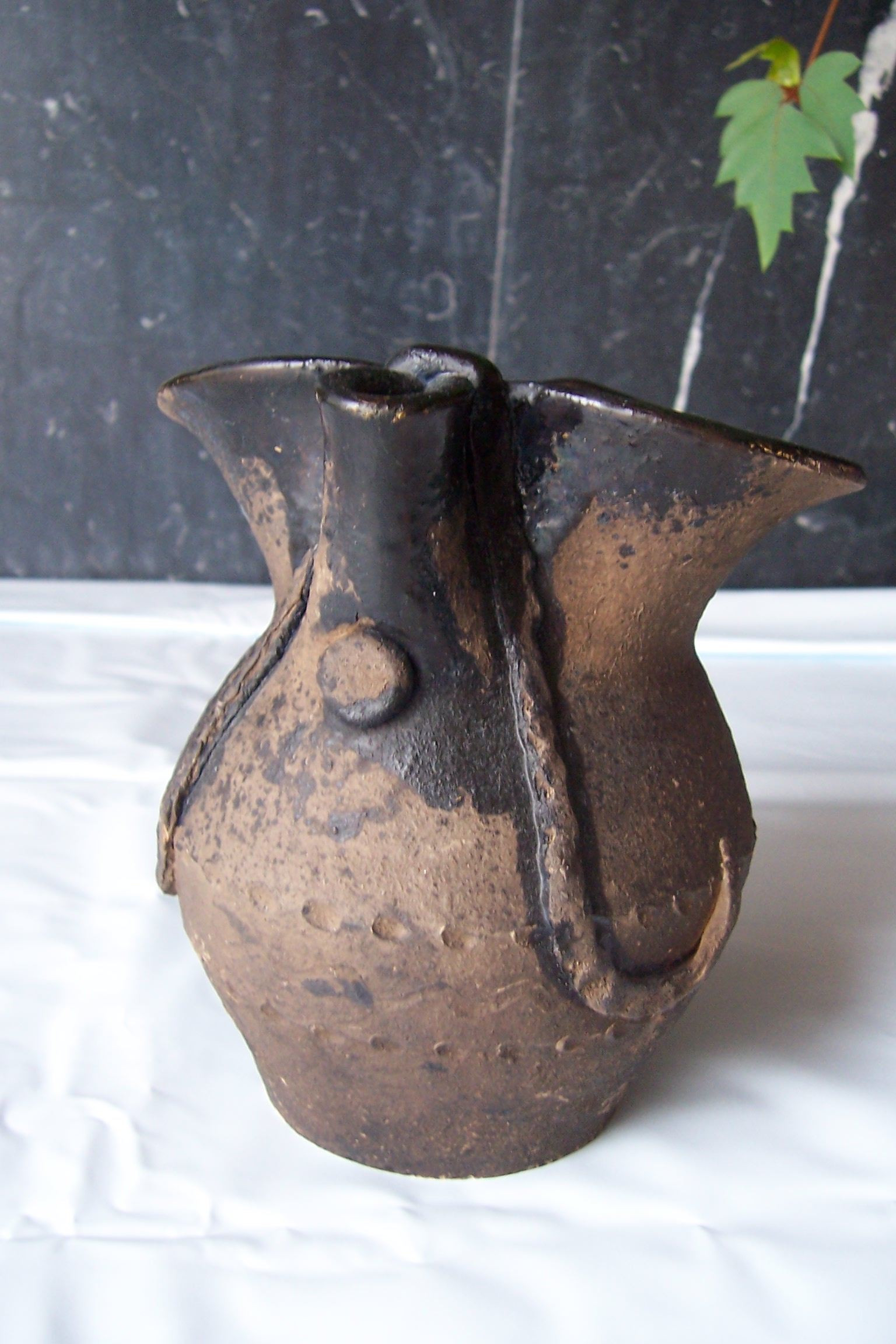
Gerra amb bigotis, de Gundivós, Galícia

A Portugal pot citar-se la ceràmica negra de Bisalhães (al municipi de Vila Real), pel valor tradicional del qual fou inscrita el 2016 (11.COM) en la Llista del Patrimoni Cultural Immaterial.
La terrisseria tradicional mexicana és rica en exemples de ceràmica negra o fang negre, com la produïda a Oaxaca, o la d'estil Avenir de Mata Ortiz.
Altra zona amb abundants exemples de terrissa negra i grisa és el sud de continent americà austral, amb importants manifestacions en les cultures d'herència calchaquí i la seua recuperació de la terrisseria coroplàstica de la província de Córdoba i la seua germana tucumana, a Argentina.

## Recerques
Entre els ceramòlegs i etnògrafs especialistes en l'estudi de la ceràmica negra, la seua elaboració, procés i difusió, hi ha els alemanys Wulf Köpke i Ilse Schütz, i l'investigador José Manuel Feito, fundador del Museu de Ceràmica Negra d'Avilés (Astúries).